# 格維亞茲達湖
53°59′8″N 17°17′14″E / 53.98556°N 17.28722°E
格維亞茲達湖是波蘭的湖泊，位於該國北部，處於濱海省，長5.7公里、寬0.7公里，面積2.1平方公里，海拔高度155米，平均水深3米，最大水深10米。